# オスマン・ヴェネツィア戦争 (1570年-1573年)
1570年から1573年のオスマン・ヴェネツィア戦争（オスマン・ヴェネツィアせんそう）は、オスマン帝国とヴェネツィア共和国、後にヴェネツィアを含む神聖同盟（教皇領、スペイン王国、ジェノヴァ共和国、サヴォイア公国、聖ヨハネ騎士団、トスカーナ大公国）が衝突した戦争。第四次オスマン・ヴェネツィア戦争（だいよんじオスマン・ヴェネツィアせんそう、英語: Fourth Ottoman–Venetian War）、キプロス戦争（キプロスせんそう、イタリア語: Guerra di Cipro）とも呼ばれる。
セリム2世治下のオスマン帝国がヴェネツィア支配下のキプロス島に侵攻したことで開戦した。数で圧倒的に勝るオスマン軍が短期間で主要都市ニコシアなどキプロスの大部分を制圧し、ヴェネツィア側にはファマグスタのみが残るという事態になった。キリスト教圏諸国からの援軍到着も遅れ、ファマグスタは11か月にわたる包囲戦の末に1571年8月に陥落した。2か月後にキリスト教連合艦隊がレパントの海戦でオスマン海軍を破ったが、神聖同盟はこの勝利を十分に生かすことができなかった。すぐに海軍を立て直してきたオスマン帝国を前にして、ヴェネツィアは単独講和を結ばざるを得なくなり、キプロスを割譲し30万ドゥカートの貢納金を支払った。

## 背景
東地中海に浮かぶ大きく豊かな島キプロスは、1489年以降ヴェネツィア支配下に入っていた。キプロスはクレタと並んでヴェネツィア共和国の主要な海外領となった。現地のギリシア人人口は、16世紀半ばに16万人に達したと推定されている。キプロス島は地理的にレバント交易を掌握できる位置にあり、また島内でも綿花やサトウキビといった収益性の高い作物を特産品としていた。この最遠の植民地の安全を守るため、ヴェネツィアはエジプトのマムルーク朝に毎年8,000ドゥカートを納めており、マムルーク朝が1517年に滅亡した後は、その征服者であるオスマン帝国とも同様の協定を結んだ。しかしオスマン帝国にとって、東地中海の戦略的位置にあり、自国の心臓部アナトリア半島や新たな征服地レバント・エジプトに近いキプロス島は垂涎の的であり、潜在的に次の征服目標となっていた。またキプロス島現地のヴェネツィア当局が保護を与えた海賊が、マッカへの巡礼ムスリムを含むオスマン帝国の東地中海交通を妨害しており、オスマン帝国の統治を脅かす存在にもなっていた。

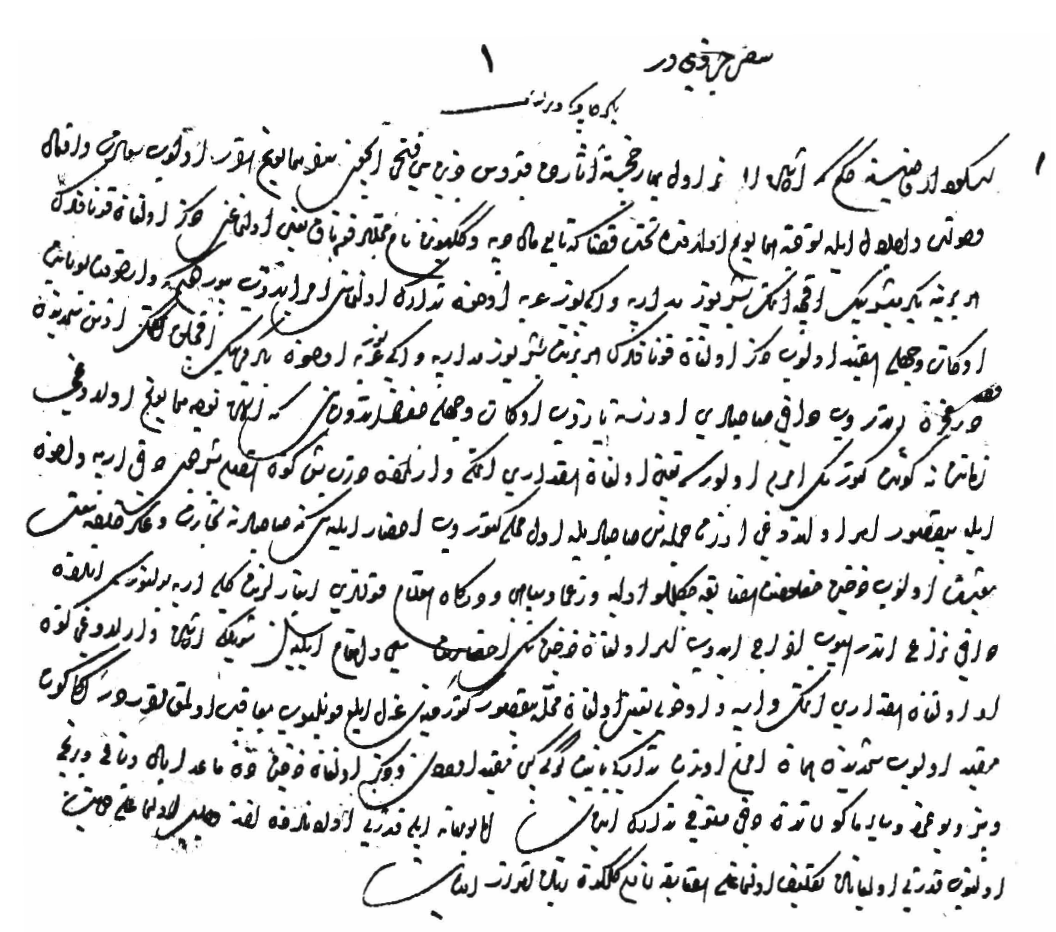
開戦前にディヴァンが糧秣に関する決定事項をユスキュダルのカドゥに通知した文書

オスマン帝国はハプスブルク帝国と長年にわたりハンガリー小戦争で衝突していたが、これが1568年に終結したことで、キプロス方面に集中できるようになった。スルタンのセリム2世は、1566年に即位する以前から、キプロス征服を最優先課題とし、スペインのモリスコの反乱支援やインド洋におけるポルトガルへの攻撃よりも重要視する考えを示していた。セリム2世がキプロスを重視したのはキプロス産ワインが好きだったからだという、彼の「酒飲みセリム」というあだ名にふさわしい伝承もあるが、実際にはセリム2世の友人で彼の即位と同時にナクソス公に任じられていたユスフ・ナスィに唆された影響が大きかった。ポルトガル系ユダヤ人だったユスフ・ナスィは個人的にヴェネツィアを憎んでおり、またキプロスを征服してみずからキプロス王に任じられることを望んでいた。彼はまだキプロス遠征が始まっていないうちから将来自分で使うための王冠や旗をこしらえていた。
オスマン帝国とヴェネツィアは1567年に停戦を更新しており、大宰相ソコルル・メフメト・パシャを中心とした和平派の反対があったにもかかわらず、対ヴェネツィア主戦派がこの件で主導権を握った。停戦を破ることについては、シェイヒュルイスラームが見解を出し、キプロスが「かつてのイスラームの土地」であった（7世紀の一時期）ことから奪還されるべきであるとして正当化された。戦費は、ギリシア正教の修道院や教会の財産を没収したり売り払ったりして工面された。遠征軍の陸軍司令官には、かつてセリム2世の教師を務めたこともあるララ・ムスタファ・パシャが任じられた。海軍を率いるカプダン・パシャ（大提督）にはメジンザーデ・アリ・パシャが任じられた。彼は海での経験がまったくなかったため、第一の副官として、有能で経験豊富なピヤレ・パシャを側に置くことにした。
ヴェネツィア側は、早い段階でオスマン帝国がキプロスに野心を抱いていると確信しており、侵攻に備えた準備を進めていた。1564年から1565年にかけてオスマン帝国が海上遠征の構えを見せたことで戦争危機が高まったが、この時の標的はキプロスではなくマルタの聖ヨハネ騎士団であった（マルタ包囲戦 (1565年)）。こうした開戦を匂わせるような危機は1567年後半や1568年前半にも起きており、オスマン帝国が急速に海軍を拡大しているのは明らかだった。さらに1568年9月、オスマン艦隊がユスフ・ナスィと共にキプロスを訪問してきたことでヴェネツィア首脳部の警戒は一層高まった。オスマン艦隊は表向きは親善交流を装っていたが、実際にはキプロスの防備を偵察に来たのであり、しかもその真意をあまり隠そうともしていなかった。ヴェネツィアは1560年代に著名な技術者スフォルツァ・パッラヴィチーニを雇ってキプロス、クレタ、コルフといった島々の防衛体制を強化していた。それぞれに守備隊が増員され、また特に遠方で孤立しているキプロスとクレタでは、守備隊が自前で装備を維持できるよう鋳造所や火薬工場が建設された。しかしキプロスについては、侵攻を受ければ援軍なしでは長く持たないであろうという見方が一般的であった。ヴェネツィアから遠く離れて孤立し、オスマン領に囲まれた立地を、同時代の歴史家は「狼の口の中」に置かれていると表現している。特に物資不足、火薬不足がヴェネツィア側要塞の陥落に繋がるであろうことは予想されていた。地中海のキリスト教大国であるハプスブルク朝スペインは、当時ネーデルラントの反乱と国内のモリスコの反乱鎮圧に手一杯であり、ヴェネツィアとキプロスへの支援を期待することもできなかった。さらにヴェネツィアにとって悪条件だったのが、キプロスの住民感情だった。これまでカトリック国であるヴェネツィアは、キプロスの正教徒住民に苛烈な支配を敷き重税をかけていたため、激しい反感を買っていた。彼ら住民はヴェネツィアの敵であるオスマン帝国に好感を抱くようになっていた。
1570年前半、オスマン帝国が次なる遠征の準備を始めた。オスマン帝国首都コンスタンティノープルに駐在するヴェネツィア領事は、本国のシニョリーアに向けて、戦争が差し迫っているとの警告を送った。クレタとキプロスには、大急ぎで増援と資金が送られた。1570年3月、オスマン帝国の使節がヴェネツィアに到来し、キプロスの即時割譲を要求する最後通牒を突き付けた。シニョリーアの中では、キプロスを手放す代わりにダルマチアの地と交易特権拡大を求めるべきだとする意見も少数見られた。しかし最終的には、他のキリスト教国からの支援に望みをかけることとし、最後通牒を拒絶するに至った。

## キプロス侵攻

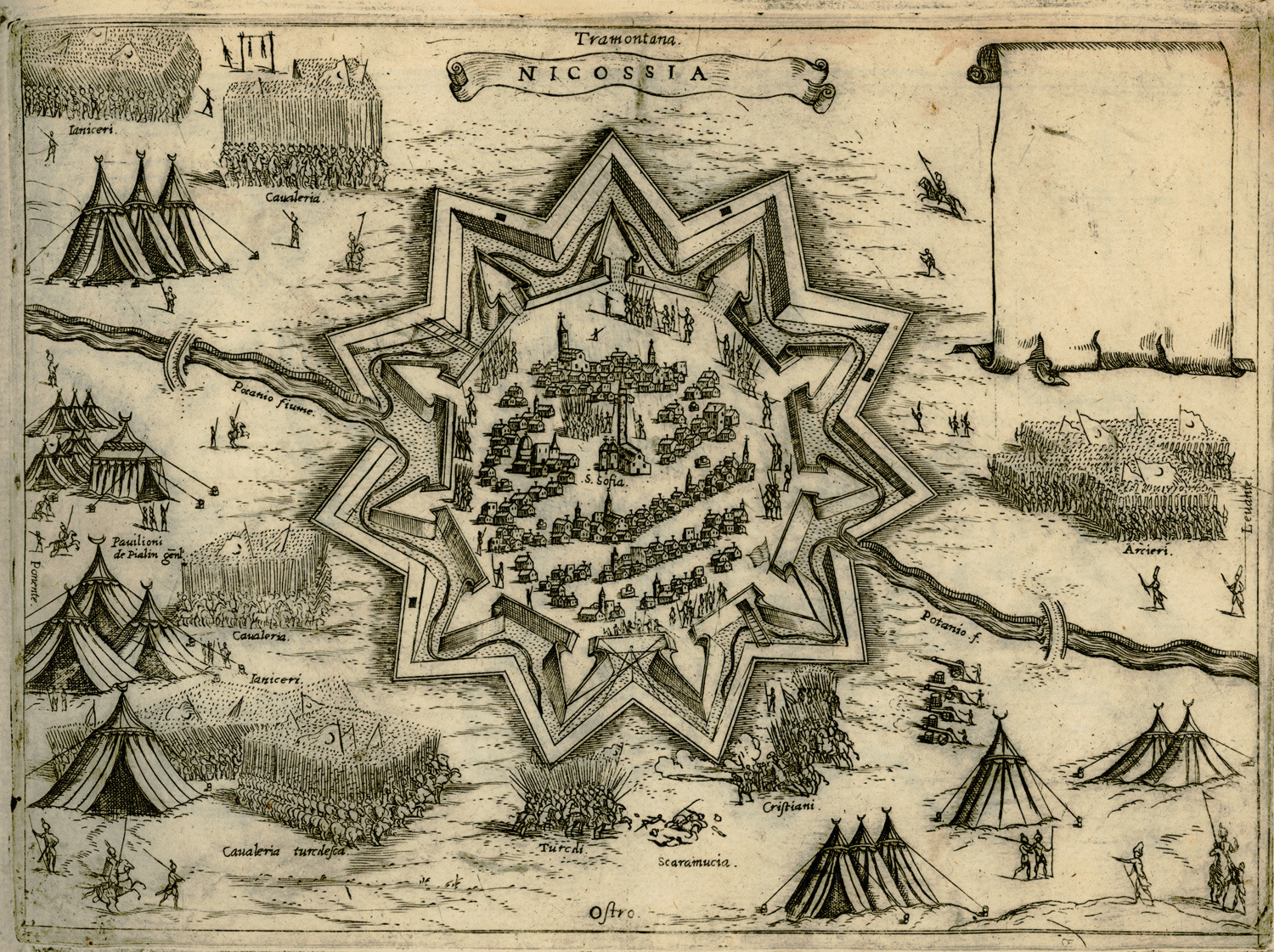
ニコシア包囲戦の地図（ジョヴァンニ・カモッチオ、1574年）

### ニコシア包囲戦
6月27日、350隻から400隻に10万人を載せたオスマン艦隊が出航した。オスマン軍は7月3日にキプロス島南岸のラルナカに近いサリネスの海岸に到達し、抵抗を受けることなく上陸を果たし、キプロスの主都ニコシアに向けて進軍した。ヴェネツィア陣営では事前に水際でオスマン軍の上陸を阻止する作戦も検討されたが、オスマン軍の砲火力が圧倒的であること、またもし海岸で敗れればその時点でキプロス島防衛戦力が全滅する恐れがあることから却下され、代わりに要塞に籠城して援軍が来るまで耐えるという方針をとることにしていた。
7月22日に始まったニコシア包囲戦は、7週間後の9月9日まで続いた。ヴェネツィア側が新たに築いていた、街を星形に囲んだ土嚢壁は、オスマン軍の砲撃によく耐えることができた。対するララ・ムスタファ・パシャ率いるオスマン軍は、アーキバス兵の援護斉射のもとで塹壕を掘って城壁に近づき、また徐々に街を囲むヴェネツィア側の堀を埋めていった。包囲戦が始まって45日が過ぎた9月9日、オスマン軍は15回目の総攻撃をもって、ついに城壁を突破した。守備隊は弾薬を使い果たし、もはや抵抗する力を失っていた。突入したオスマン軍は、2万人のニコシア住民に対する大虐殺を繰り広げた。本来ムスリムにとって不浄とされる豚ですら殺しつくされ、生き残ったのは奴隷として売り飛ばすために捕らえられた女性と男児のみであった。包囲戦中、クレタにはジローラモ・ザネ率いるヴェネツィア艦隊、マルカントニオ・コロンナ率いる教皇領艦隊、ジョヴァンニ・アンドレア・ドーリア率いるナポリ・ジェノヴァ・スペイン連合艦隊、計200隻が集結していた。しかし彼らの結集は遅延を重ねて8月後半となり、ようやくキプロスへ出航したものの、途中でニコシア陥落の知らせを受けて引き返していった。

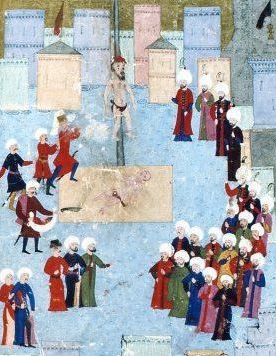
オスマン軍に虐殺されるファマグスタ守備隊長マルコ・アントニオ・ブラガディン

### ファマグスタ包囲戦
ニコシア陥落後、北方のキレニアの要塞群は戦わずして降伏した。そして9月15日、ヴェネツィア側最後の砦となったファマグスタにオスマン軍騎兵が姿を現した。同時代の推定によれば、この時点でヴェネツィア側（地元住民を含む）で殺害もしくは捕虜となった者は56,000人にのぼっていた。ファマグスタを守るヴェネツィア守備隊は、兵員約8,500人、大砲90門からなり、隊長はマルコ・アントニオ・ブラガディンであった。彼らは迫りくる200,000人・145門のオスマン軍に対して11か月戦い続け、教皇が乗り気でないキリスト教諸国を説得して対オスマン包囲網を築きあげるまでの時間を稼いだ。オスマン軍は敵の射撃から身を隠すため、数か月をかけて要塞の周囲3マイルにおよぶ巨大で複雑な塹壕網を作り上げた。塹壕が次第に要塞に近づき、大砲の射程圏内に入るころには、守備隊側も木材や土、綿を使った10の砦を築いて守りを固めていた。一方海側では、オスマン海軍は完全にファマグスタの港を封鎖することができず、ヴェネツィア側が突破して援軍や補給物資を送り込むのを防ぎきれずにいた。1571年1月にヴェネツィアが海から包囲を突破し城内への補給に成功すると、その知らせを受けたセリム2世は海軍のピヤレ・パシャを召還し、ララ・ムスタファ・パシャ一人に包囲戦を任せることにした。また同じころ、大宰相ソコルル・メフメト・パシャらがヴェネツィアとの和平工作に取り掛かっていた。彼はヴェネツィアに、キプロス島をオスマン帝国に割譲するならファマグスタに交易拠点を残しても良いという譲歩案を提示した。しかしヴェネツィア側は、当時アルバニアのドゥラッツォ奪還に成功し、またキリスト教同盟結成に向けた交渉が進展していたことから強気になり、ソコルル・メフメト・パシャの和平案を蹴った。5月12日から、ファマグスタの要塞に対する大規模な砲撃が始まった。そして8月1日、弾薬も糧秣も底をついた守備隊は、オスマン軍に降伏した。このファマグスタ包囲戦におけるオスマン側の死者は50,000人にのぼったともいわれている。
オスマン軍は、ファマグスタのキリスト教徒住民や守備隊の生き残りに、平和裏に退去することを認めた。ところが、包囲戦中に一部のムスリム捕虜が城内で殺害されていたことを知ると、ララ・ムスタファ・パシャは守備隊長ブラガディンを四肢切断・皮剥ぎの刑に処して殺し、彼の幕僚も処刑した。ブラガディンの皮はキプロス島中で晒し回された末に、コンスタンティノープルへ送られた。

## 神聖同盟
ヴェネツィアはキリスト教諸国の中に同盟相手を探し求めていた。しかし神聖ローマ皇帝マクシミリアン2世はオスマン帝国と和平を結んだばかりで、それを破ってまでヴェネツィアに助力するのには乗り気でなかった。フランスは伝統的にオスマン帝国の友好国であり、むしろスペインと敵対していた。ポーランドはモスクワとのリヴォニア戦争にかかりきりであった。地中海におけるキリスト教国最大勢力であるハプスブルク朝スペインは、1565年のマルタ包囲戦でヴェネツィアが支援を断ったことに憤慨していたこともあり、当初はヴェネツィア支援に後ろ向きであった。そのうえスペイン王フェリペ2世は、当時北アフリカのバルバリア諸国方面に注力したいと考えていた。スペインが消極的で、その艦隊を任されていたジョヴァンニ・アンドレア・ドーリアが艦隊を危険に晒すのを渋ったこともあり、1570年のキプロス救援計画は遅れに遅れ、ニコシア陥落を防げなかった。しかし、ローマ教皇ピウス5世が精力的に反オスマン同盟の結成を働きかけたのが功を奏し、1571年5月15日に「神聖同盟」が結成された。これにより、キリスト教陣営はガレー船200隻、補給船100隻、兵員50,000人という大艦隊を結成することができた。スペインの協力を確かなものとするため、ヴェネツィアは同盟の条約内でスペインによる北アフリカ方面作戦に協力することを約束した。
同盟の取り決めに基づき、1571年夏後半にキリスト教国艦隊がメッシーナに集結した。8月23日には、艦隊総司令官としてフェリペ2世の異母弟ドン・フアン・デ・アウストリアが到着した。しかしこの頃には、実際にはキプロス最後の砦であったファマグスタがすでに陥落しており、当初のキプロスを救いに行くという彼らの目的は無意味なものになっていた。東方へ出帆する前から、ドン・フアンは連合軍中で互いに高まる不信感、特にヴェネツィア人とジェノヴァ人の対立の調停に追われた。彼は国ごとに固まっていた艦隊を解体し、それぞれの船に様々な国の出身者が混在するように配置することで連合艦隊内の不和を抑えた。艦隊全体としては、右翼をドーリア、中央をドン・フアン自身、左翼をヴェネツィアのアゴスティーノ・バルバリーゴ、後詰をスペインのアルバロ・デ・バサンが率いることになった。キリスト教連合艦隊は9月16日にメッシーナを出発し、10日かけてコルフに着いた。彼らはここで初めて、ファマグスタが陥落したことを知った。そしてメジンザーデ・アリ・パシャ率いるオスマン艦隊が、コリンティアコス湾口付近のレパントに碇を下ろしていた。

## レパントの海戦

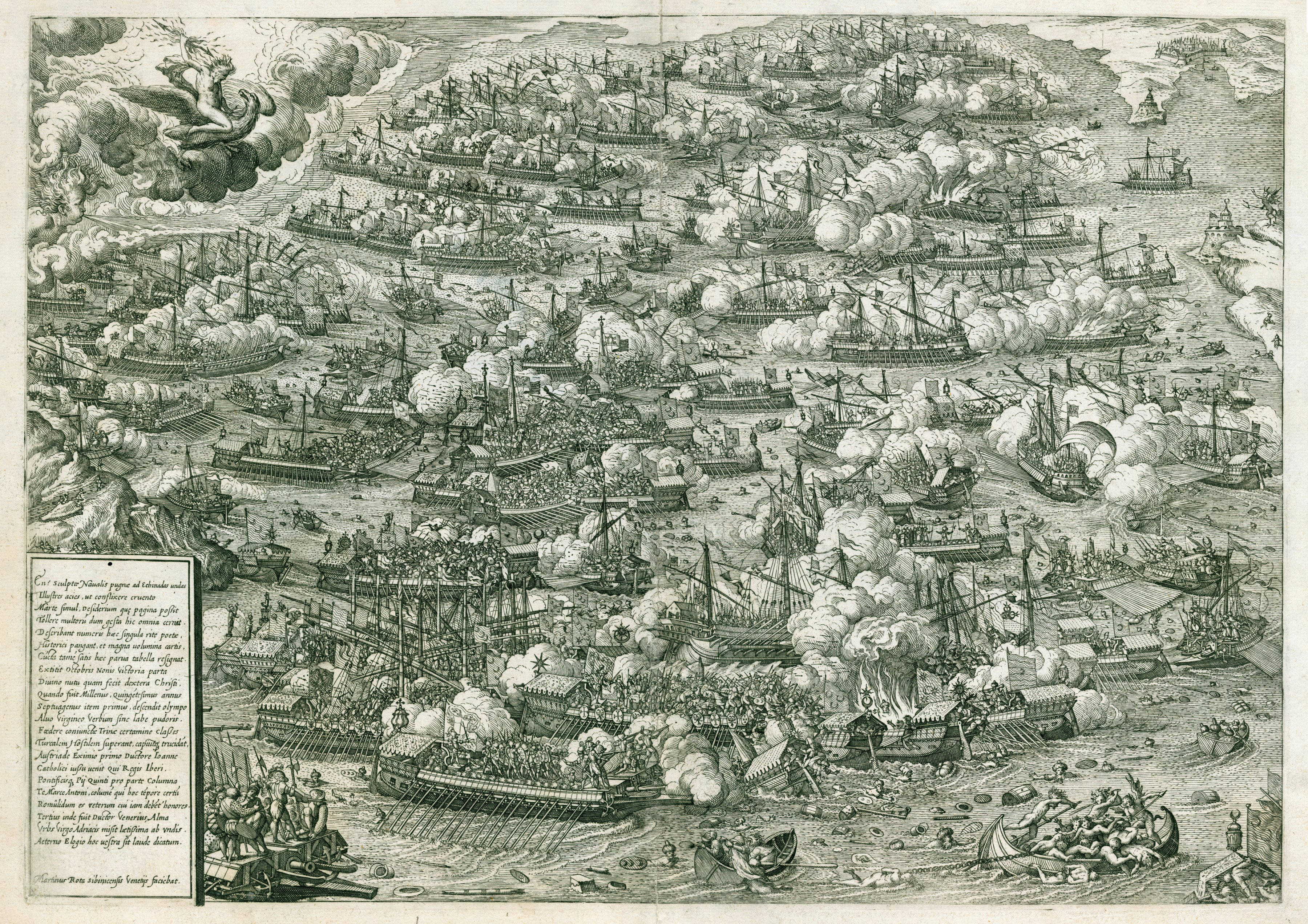
レパントの海戦（マルティノ・ロタのエングレービング）

キリスト教連合艦隊とオスマン艦隊は、どちらも一大会戦を挑んで決着をつけることを望んでいた。レパントには、当時地中海にあったガレー船の70パーセントから90パーセントが集結したとも推定されている。両陣営の戦力はおおむね拮抗していた。船の数では278隻を擁するオスマン艦隊が212隻のキリスト教連合艦隊を上回っていたが、後者の船はより頑丈であった。どちらの艦隊も兵員は約30,000人で、それ以外の水夫や漕ぎ手はオスマン艦隊が約50,000人、キリスト教連合艦隊が約20,000人いた。キリスト教連合艦隊には大砲がオスマン艦隊の2倍搭載されていたが、オスマン艦隊には優秀な弓兵の大部隊が乗り込んでいた。10月7日、両艦隊はレパントの海戦で激突した。結果はキリスト教連合艦隊の大勝に終わった。オスマン艦隊はほぼ壊滅し、25,000人から35,000人が戦死した。またオスマン艦隊のガレー船奴隷として働かされていたキリスト教徒約12,000人が解放された。一般には、このレパントの海戦は、1538年のプレヴェザの海戦以降オスマン帝国が築いていた地中海における覇権が破られ、長きにわたるオスマン帝国とキリスト教諸国の間の争いにおける形勢が決定的に転換した歴史上の画期であるとみなされている。しかし短期的には、レパントの海戦の影響は限定的なものにとどまった。戦後すぐに厳しい冬が訪れ、神聖同盟側はレパントでの勝利に乗じた攻勢をかけられなかった。その隙に、オスマン帝国は急速に海軍力を再建していった。またこの頃、ダルマチア方面でオスマン軍が攻勢をかけて成功をおさめていた。ヴェネツィア領フヴァル島がオスマン艦隊の襲撃を受け、フヴァル、スタリ・グラド、ヴルボスカといった街が焼き払われた。
レパントの戦い後、大宰相ソコルル・メフメト・パシャはヴェネツィアのバイロに向かって「キリスト教徒は我が髭（艦隊）を焦がしたが、我は腕（キプロス）を切り落とした。我が髭はまた生えてくるであろう。腕はそうではないが。」と寓意を交えて戦略的状況を強弁した。しかし彼の主張とは裏腹に、レパントでの敗戦でオスマン帝国が被った損害は甚大であった。多くの船を沈められたことはさほどではないものの、より重要なのは艦隊に集っていた経験豊富な士官、水府、技術者、水兵をほとんど失ってしまったことであった。そうした人材の貴重さ、またそれが失われた後に代わりをつくる難しさをよく理解していたヴェネツィアやスペインは、翌年に捕虜の中でそうした高い技術や能力を持っていた者たちを処刑した 。またキリスト教連合艦隊の勝利はそれ自体の戦略的影響は小さかったものの、仮にそれが起こった場合により破滅的な効果を産んでいたであろう「オスマン艦隊の勝利」を防いだという見方をすれば非常に大きな価値があった。もしオスマン艦隊がレパントの海戦で勝利していたとしたら、キリスト教諸国の海軍は霧消し、オスマン艦隊が遮るものなく地中海を闊歩し、マルタやクレタ、場合によってはバレアレス諸島やヴェネツィア本国に至るまで厳しい状況下に置かれる恐れがあった。6年前のマルタ包囲戦の失敗と今回のレパントの戦いによって、地中海が事実上2つに分断される勢力図が確定された。東半分はオスマン帝国の、西半分はハプスブルク家およびそれと同盟を結ぶイタリア諸国のものとなった。

## 神聖同盟の瓦解
翌年、キリスト教連合艦隊が活動を再開したが、その前にクルチ・アリ・パシャ率いる200隻のオスマン艦隊が現れた。数で大きく勝る敵を警戒したドン・フアン率いるスペイン艦隊は、9月までイオニア海に入ろうとしなかった。ただこのオスマン艦隊は、レパントでの損失を埋め合わせるために生木で建造された急造船ばかりで、人員も未熟だった。こうした弱みを理解していたクルチ・アリ・パシャは、8月の間はキリスト教連合艦隊との接触を避け、最終的にはモドンに引きこもった。スペイン艦隊55隻が到着すると、キリスト教連合艦隊は数の上でもオスマン艦隊に並んだ。これは再びオスマン艦隊に決戦を挑む良い機会であったが、キリスト教陣営内の指揮官同士の軋轢が激しく、またドン・フアンが消極的だったこともあり実現しなかった。
次第に神聖同盟の諸国は利己心を隠そうとせず対立するようになり、結束が乱れていった。1573年には、連合艦隊はついに共に出撃することすらできなくなった。ドン・フアンは代わりに麾下の艦隊でチュニスを攻撃し占領したが、翌1574年にはオスマン帝国に奪還された。ヴェネツィアは、ダルマチアを失陥し本土フリウーリまでオスマン帝国の侵攻を受ける事態になるのを恐れており、また損切りしてオスマン帝国との貿易を再開する意思もあったことから、単独でオスマン帝国との和平交渉を始めた。

## 講和
ヴェネツィアからアンドレア・ビアージョ・バドエルが特使として派遣され、オスマン帝国との交渉にあたった。キプロスの回復が不可能であることは明らかであり、1573年3月7日に結ばれた講和条約は戦争による領土変化を確定するものとなった。キプロスはオスマン帝国の属州となり、加えてヴェネツィアは300,000ドゥカートの賠償金を支払った。さらにダルマチアの国境についても、ヴェネツィアはオスマン帝国に小さいながらも重要な領域を割譲することになった。その中にはダルマチア諸都市に近い肥沃な土地も含まれており、ヴェネツィア領にとどまった都市にも悪影響が及んだ。

## その後
オスマン帝国とヴェネツィアの間ではその後70年以上にわたり平和が保たれたが、1645年にオスマン帝国がヴェネツィア領クレタに侵攻してクレタ戦争が始まることになる。キプロスは19世紀までオスマン帝国支配下にあったが、1878年にイギリスの保護領となった（イギリス領キプロス）。その後も名目上はオスマン帝国の主権下にあったが、第一次世界大戦で敵対したイギリスに正式に併合され、1925年に王冠植民地となった。